# NSTG Graslitz
NSTG Graslitz (celým názvem: Nationalsozialistische Turngemeinde Graslitz) byl německý fotbalový klub, který sídlil ve městě Graslitz v okupovaných Sudetech. Založen byl v roce 1939 po zániku původního Deutscher FC Graslitz 08, který byl založen v roce 1908. V roce 1940 zvítězil v Gaulize Sudetenland a zajistil si tak účast v konečné fázi německého mistrovství. V základní skupině 1b narazil na Vorwärts-Rasensport Gleiwitz (1. zápas – 2:4, 2. zápas – 4:4) a SK Rapid Wien (1. zápas – 0:7, 2. zápas – 1:7). Zanikl v roce 1945 po postupném ústupu německých vojsk z území města.
Své domácí zápasy odehrával na stadionu Unter-Graslitz. Největším úspěchem klubu bylo jednorázové vítězství v Gaulize Sudetenland, jedné ze skupin tehdejší nejvyšší fotbalové soutěže na území Německa.

## Získané trofeje
- Gauliga Sudetenland ( 1× )
  - 1940/41

## Umístění v jednotlivých sezonách
Stručný přehled
Zdroj: 
- 1939–1941: Gauliga Sudetenland – sk. 1
- 1942–1943: Gauliga Sudetenland West
- 1943–1944: Gauliga Sudetenland – sk. 1

Jednotlivé ročníky
Zdroj: 
Legenda: Z – zápasy, V – výhry, R – remízy, P – porážky, VG – vstřelené góly, OG – obdržené góly, +/- – rozdíl skóre, B – body, červené podbarvení – sestup, zelené podbarvení – postup, fialové podbarvení – reorganizace, změna skupiny či soutěže
| Velkoněmecká říše (1939 – 1944) |                             |        |                                                             |                                                             |                                                             |                                                             |                                                             |                                                             |                                                             |                                                             |        |
| Sezóny                          | Liga                        | Úroveň | Z                                                           | V                                                           | R                                                           | P                                                           | VG                                                          | OG                                                          | +/-                                                         | B                                                           | Pozice |
| 1939/40                         | Gauliga Sudetenland – sk. 1 | 1      | 10                                                          | 7                                                           | 1                                                           | 2                                                           | 43                                                          | 24                                                          | +19                                                         | 15                                                          | 1.     |
| 1940/41                         | Gauliga Sudetenland – sk. 1 | 1      | Klub se odhlásil v průběhu sezóny, výsledky byly anulovány. | Klub se odhlásil v průběhu sezóny, výsledky byly anulovány. | Klub se odhlásil v průběhu sezóny, výsledky byly anulovány. | Klub se odhlásil v průběhu sezóny, výsledky byly anulovány. | Klub se odhlásil v průběhu sezóny, výsledky byly anulovány. | Klub se odhlásil v průběhu sezóny, výsledky byly anulovány. | Klub se odhlásil v průběhu sezóny, výsledky byly anulovány. | Klub se odhlásil v průběhu sezóny, výsledky byly anulovány. | 6.     |
| …                               |                             |        |                                                             |                                                             |                                                             |                                                             |                                                             |                                                             |                                                             |                                                             |        |
| 1942/43                         | Gauliga Sudetenland West    | 1      | Klub se odhlásil v průběhu sezóny, výsledky byly anulovány. | Klub se odhlásil v průběhu sezóny, výsledky byly anulovány. | Klub se odhlásil v průběhu sezóny, výsledky byly anulovány. | Klub se odhlásil v průběhu sezóny, výsledky byly anulovány. | Klub se odhlásil v průběhu sezóny, výsledky byly anulovány. | Klub se odhlásil v průběhu sezóny, výsledky byly anulovány. | Klub se odhlásil v průběhu sezóny, výsledky byly anulovány. | Klub se odhlásil v průběhu sezóny, výsledky byly anulovány. | 7.     |
| 1943/44                         | Gauliga Sudetenland – sk. 1 | 1      | 7                                                           | 2                                                           | 2                                                           | 3                                                           | 14                                                          | 19                                                          | -5                                                          | 6                                                           | 4.     |

Poznámky
- 1939/40: Graslitz (vítěz sk. 1) ve finále zvítězil nad NSTG Gablonz (vítěz sk. 2) poměrem 2:1.